# Volpone (film)
Volpone is een Franse film van Maurice Tourneur die werd uitgebracht in 1941.
Jules Romains baseerde zijn scenario op de bewerking die Stefan Zweig in 1925 maakte van Volpone, het bekendste satirisch toneelstuk (1605) van Ben Jonson. 

## Verhaal
Volpone is een heel rijke oude Venetiaanse edelman. Gierig als hij is wil hij altijd meer. Daartoe krijgt hij een geniaal idee.  Met de hulp van zijn even geldbeluste en geslepen vertrouweling Mosca overtuigt hij zijn inhalige vrienden ervan dat hij ernstig ziek is en niet lang meer te leven heeft. 
Volpone voorspelt dat Corbaccio de woekeraar, Corvino de handelaar en Voltore de notaris er alles voor over zullen hebben om bij hem in de gunst te komen en zo als zijn erfgenaam aangeduid te worden. De zogenaamde vrienden overstelpen hem met dure geschenken. Corvino is zelfs bereid om Volpone zijn jonge vrouw aan te bieden. 

## Rolverdeling
| Acteur             | Personage                                                |
| ------------------ | -------------------------------------------------------- |
| Harry Baur         | Volpone, de rijke oude edelman                           |
| Louis Jouvet       | Mosca, de vertrouweling en manusje-van-alles van Volpone |
| Charles Dullin     | Corbaccio, de woekeraar                                  |
| Jacqueline Delubac | Colomba, de vrouw van Corvino                            |
| Colette Régis      | de markiezin op het banket                               |
| Fernand Ledoux     | Corvino, de handelaar en jaloerse echtgenoot             |
| Jean Temerson      | Voltore, de notaris                                      |
| Alexandre Rignault | kapitein Léone, de zoon van Corbaccio                    |
| Robert Seller      | de chef van de handlangers                               |
| Alfred Baillou     | een bedelaar                                             |
| Charles Denner     | een knecht                                               |